# Контрада Спинета (Потенца)
Контрада Спинета (итал. Contrada Spineta) је насеље у Италији у округу Потенца, региону Базиликата.
Према процени из 2011. у насељу је живело 26 становника. Насеље се налази на надморској висини од 460 м.